# Tramwaje w Les Hauts-Geneveys
Tramwaje w Les Hauts-Geneveys − zlikwidowany system komunikacji tramwajowej w szwajcarskich miastach Les Hauts-Geneveys i Villiers, działający w latach 1903−1948.

## Historia
W 1860 do Les Hauts-Geneveys doprowadzono linię kolejową, lecz na wschód od miasta znajdowały się wsie, przez które nie przechodziła żadna linia kolejowa. Wobec tego postanowiono zbudować linię tramwajową, którą otwarto 23 lutego 1903. Linia ta połączyła Les Hauts-Geneveys z Villiers. Linia tramwajowa miała rozstaw szyn wynoszący 1000 mm i mierzyła 8,2 km długości. Zajezdnię zbudowano w Cernier. Tramwajami kursującymi po linii przewożono oprócz pasażerów także towary. Linię tramwajową zamknięto 31 sierpnia 1948 i zastąpiono linią trolejbusową. 

## Linia
Trasa linii tramwajowej:
- Les Hauts-Geneveys − Fontainemelon − Cernier − Saint Martin − Villiers

## Tabor
Na linii łącznie eksploatowano 6 tramwajów typu Ce 2/2, 2 tramwaje silnikowe towarowe i 5 wagonów towarowych doczepnych:
| Typ    | Rok produkcji | Liczba egzemplarzy/numery | Długość         | Waga   | Uwagi             |
| ------ | ------------- | ------------------------- | --------------- | ------ | ----------------- |
| Ce 2/2 | 1903          | 4/2−5                     | 8,7 m           | 11 ton |                   |
| Ce 2/2 | 1904          | 2/6, 7                    | 8,5 m           | 11 ton |                   |
| Ke 2/2 | 1903, 1904    | 2/1−2                     | 6,24 m / 6,52 m | 9 ton  | tramwaje towarowe |
| FZ     | 1903          | 3/1, 3003, 3004           | 2,9 m           | 1 tona | wagony towarowe   |
| L      | 1904          | 1/10                      | 5,9 m           | 3 tony | wagon towarowy    |
| M      | 1918          | 1/11                      | 6,2 m           | 2 tony | wagon towarowy    |